# Victor Horsley
Victor Horsley (Kensington, London, 14. travnja 1857. – Amarah, Irak, 16. srpnja 1916.) je bio britanski liječnik, fiziolog i neurokirurg. Prvi je izvršio operaciju odstranjenja tumora kralježnične moždine (1887.). Proučavao funkciju štitnjače te sudjelovao u razvoju cjepiva protiv bjesnoće.